# داميان جوناك
داميان جوناك (بالبولندية: Damian Jonak) مواليد 24 أبريل 1983، هو ملاكم محترف بولندي يصنف ضمن فئة الوزن المتوسط.

## المسيرة الاحترافية
من نزالاته:
- انتصر على برادلي برايس (12-12-2014).

## إحصائيات
خاض خلال مسيرته 40 نزالا، فاز في 39 وتعادل في 1 ولم يخسر. فاز بالضربة القاضية في 21 نزالا.

## روابط خارجية
- داميان جوناك على موقع بوكس ريك (الإنجليزية) (registration required)